# Ramiz Mamédov
Ramiz Mehman Oglu Mamédov (en ruso: Рамиз Мамедов) (en azerí: Ramiz Məmmədov) (Moscú, Unión Soviética, 21 de agosto de 1972) es un exfutbolista ruso con ascendencia azerí. Se desempeñaba como defensa y se retiró en 2003.

## Clubes
| Club               | País    | Año         | Partidos | Goles |
| FC Spartak Moscú   | Rusia   | 1992 - 1998 | 125      | 6     |
| FC Arsenal Tula    | Rusia   | 1998        | 13       | 0     |
| FC Krylia Sovetov  | Rusia   | 1999        | 14       | 1     |
| FC Dinamo Kiev     | Ucrania | 1999 - 2000 | 13       | 0     |
| SK Sturm Graz      | Austria | 2000 - 2001 | 14       | 0     |
| FC Lokomotiv Moscú | Rusia   | 2001        | 0        | 0     |
| FC Sokol Saratov   | Rusia   | 2002        | 0        | 0     |
| FC Volgar-Gazprom  | Rusia   | 2002 - 2003 | 18       | 1     |
| FC Luch-Energiya   | Rusia   | 2003        | 10       | 0     |

## Palmarés
FC Spartak Moscú
- Liga Premier de Rusia: 1991-92, 1992-93, 1993-94, 1995-96, 1996-97
- Copa de Rusia: 1994, 1998
- Copa CIS: 1993

FC Dinamo Kiev
- Liga Premier de Ucrania: 1999-00
- Copa de Ucrania: 2000

- Datos: Q2634657
- Multimedia: Ramiz Mamedov / Q2634657